# أكمية عثكولية
أكمية عثكولية (الاسم العلمي: Aechmea paniculata) هو نوع نباتي يتبع جنس الأكمية من فصيلة البروميلية.